# Radošovce
Radošovce es un municipio del distrito de Skalica en la región de Trnava, Eslovaquia, con una población estimada a final del año 2024 de 1733 habitantes.
Se encuentra ubicado al norte de la región, en los pequeños Cárpatos y cerca del río Morava (cuenca hidrográfica del Danubio) y de la frontera con la República Checa.

## Demografía
| Año        | 1994 | 2004    | 2014    | 2024    |
| ---------- | ---- | ------- | ------- | ------- |
| Población  | 1781 | 1812    | 1790    | 1733    |
| Diferencia |      | +1,74 % | −1,21 % | −3,18 % |

| Año        | 2023 | 2024    |
| ---------- | ---- | ------- |
| Población  | 1737 | 1733    |
| Diferencia |      | −0,23 % |